# Disney’s Friends for Change Games 2011
Die ersten Disney’s Friends for Change Games fanden vom 24. Juni bis zum 31. Juli 2011 statt. Sie wurden auf dem US-amerikanischen Disney Channel sowie auf Disney XD ausgestrahlt und wurden von Tiffany Thornton und Jason Earles moderiert. Sie fanden in Disney’s Wide World of Sports Complex in Walt Disney World in Lake Buena Vista im US-Bundesstaat Florida statt.

## Teams
Vier Teams (Rot, Blau, Grün und Gelb) kämpften für verschiedene Wohltätigkeitsorganisation. Ein Betrag in Höhe von 125.000 $ gewann jedes Team automatisch, das Siegerteam erhielt zusätzliche 200.000 $ für ihre jeweilige Organisation. Das Rote Team wurde von der WWF, das Blaue Team von der Ocean Conservancy, das Grüne Team von der FFI und das Gelbe Team von UNICEF unterstützt.

### Ausgangslage
Nachfolgende Tabelle zeigt die Teamzusammensetzung vor dem Wettbewerb:
| Rotes Team              | Blaues Team          | Grünes Team                    | Gelbes Team               |
| ----------------------- | -------------------- | ------------------------------ | ------------------------- |
| Mitchel Musso (Kapitän) | Debby Ryan (Kapitän) | Brandon Mychal Smith (Kapitän) | Bridgit Mendler (Kapitän) |
| Jake T. Austin          | Allisyn Ashley Arm   | Valeria Baroni                 | Jorge Blanco              |
| Doug Brochu             | Olavo Cavalheiro     | Paula Dalli                    | Valentina Colombo         |
| Kelsey Chow             | Hutch Dano           | David Henrie                   | Adam Irigoyen             |
| Davis Cleveland         | Roshon Fegan         | Adam Hicks                     | China Anne McClain        |
| Zendaya Coleman         | Doc Shaw             | Sterling Knight                | Sierra McCormick          |
| Dean Delannoit          | Stefanie Scott       | Ryan Ochoa                     | Logan Miller              |
| Carlon Jeffery          | Jake Short           | Eve Ottino                     | Gregg Sulkin              |
|                         |                      | Bella Thorne                   |                           |

### Nach dem Wettbewerb
Während der Wettkämpfe kam es zu verschiedenen Veränderungen der Teamzusammensetzung:
- Nachdem das Rote Team den Wettkampf High Energy Dance Battle gewannen, war es ihnen erlaubt einen Mitspieler eines gegnerischen Teams zu stehlen. Roshon Fegan wechselte daraufhin vom Blauen ins Rote Team.
- China Anne McClain, Doc Shaw, Doug Brochu und Ryan Ochoa wurden in der zweiten Wettbewerbsrunde als MVPs gewählt. Daraufhin wechselte McClain mit Ochoa und Shaw mit Brochu das Team.
- In der dritten Woche wurden China Anne McClain und Sierra McCormick für den Wettkampf The Recycler zu Kapitänen ihres jeweiligen Teams ernannt. Beim letzten Wettbewerb wurden jedoch alle Teams wieder von ihren ursprünglichen Kapitänen geleitet.
- Für den letzten Wettkampf erhielt das Team Blau Hilfe von einem geheimen Mitspieler, dieser war Leo Howard.

Nachfolgende Tabelle zeigt die Teamzusammensetzung zum Schluss des Wettbewerbs, Veränderungen sind kursiv markiert:
| Rotes Team              | Blaues Team          | Grünes Team                    | Gelbes Team               |
| ----------------------- | -------------------- | ------------------------------ | ------------------------- |
| Mitchel Musso (Kapitän) | Debby Ryan (Kapitän) | Brandon Mychal Smith (Kapitän) | Bridgit Mendler (Kapitän) |
| Jake T. Austin          | Allisyn Ashley Arm   | Valeria Baroni                 | Jorge Blanco              |
| Kelsey Chow             | Doug Brochu          | Paula Dalli                    | Valentina Colombo         |
| Davis Cleveland         | Olavo Cavalheiro     | David Henrie                   | Adam Irigoyen             |
| Zendaya Coleman         | Hutch Dano           | Adam Hicks                     | Sierra McCormick          |
| Dean Delannoit          | Leo Howard           | Sterling Knight                | Logan Miller              |
| Roshon Fegan            | Stefanie Scott       | China Anne McClain             | Ryan Ochoa                |
| Carlon Jeffery          | Jake Short           | Eve Ottino                     | Gregg Sulkin              |
| Doc Shaw                |                      | Bella Thorne                   |                           |

## Wettkämpfe
| Woche | Wettkampf                      | Beschreibung | Ausstrahlungsdatum    | Gewinner-Team |
| ----- | ------------------------------ | --- | --------------------- | ------------- |
| 1     | High Energy Dance Battle       | Die Teams führen einen Tanz auf einer energieerzeugenden Tanzfläche auf. Das Team welches am meisten Energie erzeugt gewinnt und darf sich von einem anderen Team einen Spieler stehlen. | 24. bis 26. Juni 2011 | Rotes Team    |
| 2     | Wash Out                       | Die Teams suchen nach drei Kleidungsstücken (Shirt, Hose und Jacke) in ihrer Teamfarbe, anschließend waschen und trocken die Teams die Kleider mittels einer handbetriebenen Waschmaschine sowie Wäscheleine. Für diesen Wettkampf wird pro Team eine Person bestimmt, welche in ein gegnerisches Team wechselt. | 8. bis 10. Juli 2011  | Gelbes Team   |
| 3     | The Recycler                   | Je ein Mitglied der Teams läuft in einem großen Hamsterrad und treibt hiermit ein Förderband an, welches mit wiederverwertbaren Gegenständen gefüllt ist. Diese Gegenstände müssen nun von den anderen Mitspielern in die richtigen Papierkörbe geworfen werden.                                                 | 15. bis 17. Juli 2011 | Grünes Team   |
| 4     | The Ultimate Course for Change | Die Teams haben einen Hindernis-Parcours zu absolvieren. | 29. bis 31. Juli 2011 | Rotes Team    |

## Punktevergabe
| Teams | Woche 1 | Woche 2 | Woche 3 | Woche 4 | Total | Rang |
| ----- | ------- | ------- | ------- | ------- | ----- | ---- |
| Rot   | 300     | 200     | 100     | 425     | 1025  | 1.   |
| Blau  | 200     | 100     | 100     | 300     | 700   | 2.   |
| Gelb  | 50      | 300     | 200     | 01      | 550   | 3.   |
| Grün  | 100     | 100     | 300     | 01      | 500   | 4.   |

1 Da das Team Gelb sowie das Team Grün den Wettkampf der dritten Woche nicht vollständig absolvierten, wurden sie von letzten Wettkampf disqualifiziert. Dafür erhielten sie null Punkte.

## Online Punkte
Im Internet war es den Fans möglich, Spiele zu spielen und die darin gewonnenen Punkte einem Team zu spenden. Das Rote Team gewann 38 % der Punkte und erhielt zusätzlich 100.000 $ für ihre Organisation. Das Blaue Team gewann 24 %, das Gelbe Team erhielt 20 % und dem Grünen Team wurden 18 % der Punkte gespendet.

## Concert for Hope
Das Concert for Hope war ein Konzert, welches zum Schluss der ersten Disney’s Friends for Change Games stattfand. Es traten unter anderem Allstar Weekend, die Jonas Brothers und Selena Gomez & the Scene auf.

## Rezeption
Die ersten Disney’s Friends for Change Games wurden in den Vereinigten Staaten von über 37 Millionen Zuschauern gesehen. Die Einschalt-Quoten der einzelnen Wettbewerbe sind in der folgenden Tabelle ersichtlich:
| Woche | Uhrzeit (EDT) | US-Quoten |
| ----- | ------------- | --------- |
| 1     | 20:00 Uhr     | 3,4 Mio.  |
| 2     | 20:30 Uhr     | 3,9 Mio.  |
| 3     | 21:00 Uhr     | 4,9 Mio.  |
| 4     | –             | 3,6 Mio.  |